# Малад-Сіті (Айдахо)
Малад-Сіті (англ. Malad City) — окружний центр і єдине місто місто в окрузі Онейда, штат Айдахо, США. Згідно з переписом 2010 року населення становило 2095 осіб, що на 63 особи менше, ніж 2000 року.

## Географія
Малад-Сіті розташований за координатами 42°11′28″ пн. ш. 112°14′58″ зх. д. / 42.19111° пн. ш. 112.24944° зх. д. (42.190975, -112.249460).  За даними Бюро перепису населення США в 2010 році місто мало площу 4,29 км², з яких 4,29 км² — суходіл та 0,00 км² — водойми.

### Клімат
| Клімат : Малад-Сіті   | Клімат : Малад-Сіті | Клімат : Малад-Сіті | Клімат : Малад-Сіті | Клімат : Малад-Сіті | Клімат : Малад-Сіті | Клімат : Малад-Сіті | Клімат : Малад-Сіті | Клімат : Малад-Сіті | Клімат : Малад-Сіті | Клімат : Малад-Сіті | Клімат : Малад-Сіті | Клімат : Малад-Сіті | Клімат : Малад-Сіті |
| Показник              | Січ.                | Лют.                | Бер.                | Квіт.               | Трав.               | Черв.               | Лип.                | Серп.               | Вер.                | Жовт.               | Лист.               | Груд.               | Рік                 |
| Середній максимум, °C | 0,5                 | 3,6                 | 10,3                | 15,8                | 21,0                | 26,6                | 32,3                | 31,7                | 26,0                | 18,3                | 7,9                 | 1,2                 | 16,3                |
| Середній мінімум, °C  | −10,8               | −9,3                | −4,1                | −0,9                | 3,1                 | 6,6                 | 9,6                 | 9,3                 | 4,2                 | −0,7                | −5,3                | −10,5               | −0,7                |
| Норма опадів, мм      | 28                  | 25                  | 25                  | 31                  | 50                  | 27                  | 24                  | 22                  | 24                  | 31                  | 22                  | 34                  | 343                 |
| --------------------- | ------------------- | ------------------- | ------------------- | ------------------- | ------------------- | ------------------- | ------------------- | ------------------- | ------------------- | ------------------- | ------------------- | ------------------- | ------------------- |
| Джерело: NOAA         |                     |                     |                     |                     |                     |                     |                     |                     |                     |                     |                     |                     |                     |

## Демографія

### Перепис 2010 року
За даними перепису 2010 року, у місті проживало 2 095 осіб у 786 домогосподарствах у складі 552 родин. Густота населення становила 487,3 ос./км². Було 893 помешкання, середня густота яких становила 207,7/км². Расовий склад міста: 96,5 % білих, 0,5 % індіанців, 0,8 % азіатів, 0,9 % інших рас, а також 1,3 % людей, які зараховують себе до двох або більше рас. Іспанці та латиноамериканці незалежно від раси становили 2,9 % населення.
Із 786 домогосподарств 34,7 % мали дітей віком до 18 років, які жили з батьками; 58,7 % були подружжями, які жили разом; 8,0 % мали господиню без чоловіка; 3,6 % мали господаря без дружини і 29,8 % не були родинами. 27,4 % домогосподарств складалися з однієї особи, у тому числі 14,1 % віком 65 і більше років. У середньому на домогосподарство припадало 2,60 мешканця, а середній розмір родини становив 3,21 особи.
Середній вік жителів міста становив 38,2 року. Із них 29,1 % були віком до 18 років; 6 % — від 18 до 24; 21,4 % від 25 до 44; 25,6 % від 45 до 64 і 17,9 % — 65 років або старші. Статевий склад населення: 49,4 % — чоловіки і 50,6 % — жінки.
Середній дохід на одне домашнє господарство  становив 46 213 долари США (медіана — 38 750), а середній дохід на одну сім'ю — 57 084 долари (медіана — 49 079). Медіана доходів становила 33 446 доларів для чоловіків та 23 750 доларів для жінок. За межею бідності перебувало 14,5 % осіб, у тому числі 23,1 % дітей у віці до 18 років та 10,1 % осіб у віці 65 років та старших.
Цивільне працевлаштоване населення становило 826 осіб. Основні галузі зайнятості: освіта, охорона здоров'я та соціальна допомога — 17,8 %, роздрібна торгівля — 17,3 %, виробництво — 11,9 %, будівництво — 9,6 %.

### Перепис 2000 року
За даними перепису 2000 року, у місті проживало 2 158 осіб у 797 домогосподарствах у складі 561 родин. Густота населення становила 498,9 ос./км². Було 908 помешкань, середня густота яких становила 209,9/км². Расовий склад міста: 98,01 % білих, 0,14 % афроамериканців, 0,37 % індіанців, 0,23 % азіатів, 0,09 % тихоокеанських остров'ян, 0,56 % інших рас і 0,60 % людей, які зараховують себе до двох або більше рас. Іспанці та латиноамериканці незалежно від раси становили 1,85 % населення.
Із 797 домогосподарств 34,3 % мали дітей віком до 18 років, які жили з батьками; 61,5 % були подружжями, які жили разом; 6,3 % мали господиню без чоловіка, і 29,5 % не були родинами. 27,9 % домогосподарств складалися з однієї особи, у тому числі 16,8 % віком 65 і більше років. У середньому на домогосподарство припадало 2,65 мешканця, а середній розмір родини становив 3,24 особи.
Віковий склад населення: 29,9 % віком до 18 років, 7,1 % від 18 до 24, 22,6 % від 25 до 44, 20,0 % від 45 до 64 і 20,4 % від 65 років і старші. Середній вік жителів — 38 року. Статевий склад населення: 48,1 % — чоловіки і 51,9 % — жінки.
Середній дохід домогосподарств у місті становив $32 235, родин — $38 068. Середній дохід чоловіків становив $29 125 проти $19 338 у жінок. Дохід на душу населення в місті був $13 926. Приблизно 6,2 % родин і 10,0 % населення перебували за межею бідності, включаючи 9,7 % віком до 18 років і 13,8 % від 65 і старших.